# Anthurium eggersii
Anthurium eggersii är en kallaväxtart som beskrevs av Adolf Engler. Anthurium eggersii ingår i släktet Anthurium och familjen kallaväxter. Inga underarter finns listade.

## Bildgalleri

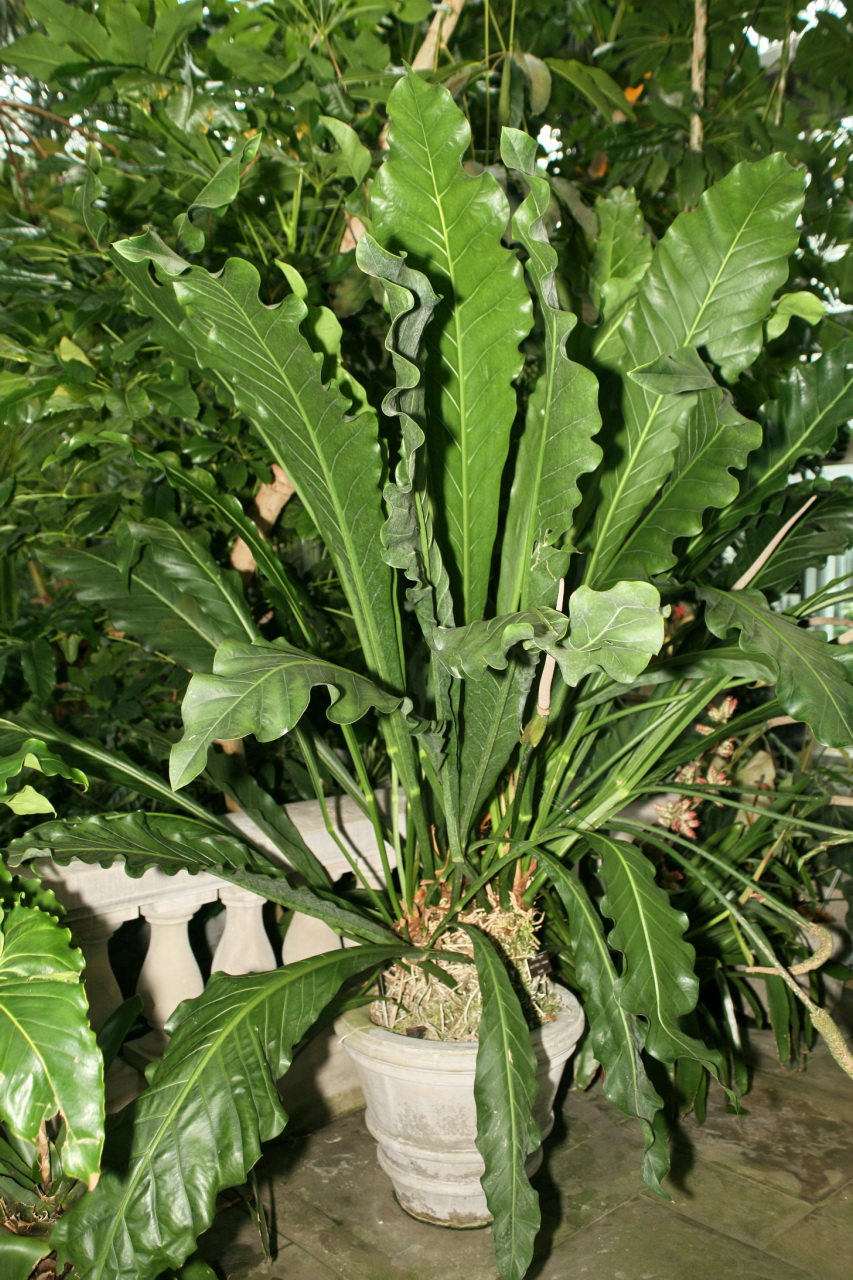